# AL (漫画)
『AL』（アル）は、所十三による日本の漫画作品。秋田書店の『週刊少年チャンピオン』2010年2・3合併号から同年39号まで連載された。全34話。
正式タイトルは、『AL THE WHITE TRICERATOPS』。

## 概要
白いトリケラトプスの子供アルと仲間の恐竜達が、肉食恐竜の帝王に立ち向かうバトル漫画。
同チャンピオンで連載されていた前作『白亜紀恐竜奇譚 竜の国のユタ』とは異なり、人間が一切登場していない。登場人物は全て恐竜である。よって作中のセリフには『竜（ヒト）』『匹（ニン）』などと読ませる表現が散見する。
本作の世界において、恐竜の言葉は肉食恐竜同士、草食恐竜同士でそれぞれ通じるが、両者の間では通じない。異なる言葉であることを表すため、肉食恐竜語は標準語で、草食恐竜語は方言で表現されている。
生物の特性を活かしたアクション・バトル漫画である。化石記録から考察される運動能力に基づいた表現が描写されており、さらにアクションとして、それらの「推定」をはるかに上回る行動をとるシーンもあることは、作者も認めている。また、種内での個体差が大きく描写されており、主人公はハンディキャップを負った突然変異個体、ラスボスは規格外に強力な突然変異個体である。

## あらすじ
三本角（トリケラトプス）の群れの中で、生まれつき白い体の子供のアルは、目立つ体色ゆえに一緒にいたら敵に狙われやすいと、仲間から遠ざけられていた。ようやく一本角のモノさんと友達になった矢先に、群れは牙王という巨大暴君竜（ティランノサウルス）に襲われて全滅し、アルはモノの捨て身で命を救われる。
アルは仇討のために「伝説の三本角」に会うべく、「三角山の大カルデラ」へと向かう。道中で全身傷だらけの老三本角エド爺と出会い、王である蒼鬼バックに謁見する。だがバックは、エドこそが伝説の三本角であり、かつて牙王を撃退した英雄であると説明する。エドはアルから牙王が生き延びていたことを聞くと驚愕し、自分の目で確かめるべくアルと共に出発する。
牙王は暴君竜の大軍団を率い、憎き三本角を殲滅せんと殺戮をくり返す。アルは雌の仔竜ジャノンを助ける。エドと牙王は再び対峙するも、エドは自分だけではとても勝てぬと撤退、牙王は配下の風衆を偵察に送る。
アルとエドは、牙王に対抗できるだけの仲間を集めることを決定する。二匹は大頭ホシカブトの襲撃を受けていた棘頭の村を救い、三本角の旋ヶ原三兄弟とカブ、そしてホシカブトがアル達の仲間になる。一行は牙王の追撃をかわして魔物の住む洞窟へ向かい、そこに住まう大ワニを撃破、さらに追手の風衆を退散させる。牙王は大カルデラでエドの帰還を待ち伏せると共に、エドの旅の仲間を殺そうと、子である青牙と朱牙を向かわせる。カブの故郷である「大曲」でアル達は青牙・朱牙を倒す。大曲や旋ヶ原の精鋭が集まり、対牙王の戦力が整う。
アル達は三角山カルデラへと戻り、最終決戦が始まる。カルデラに通じる2つの経路にて、南の地獄谷でアル隊vs牙王、北谷で三本角別動隊vs白牙・玄牙が激闘を繰り広げる。

## 登場人物

### 三本角
作中におけるトリケラトプスの通称。大阪弁で話し、名前はカタカナで表記される。
アル
本作の主人公。突然変異個体で白い体に青い眼を持つ三本角の幼竜。名前の由来はラテン語で『白』を意味する『albo（アルボ）』とイグアノドンの発見者として知られるギデオン・アルジャーノン・マンテルから。あまりにも目立つ純白の体が原因で群れの他の竜に蔑まれていたが、同じくハンデを抱えるモノさんに励まされながら生きる気力を得る。しかし、牙王に襲われた際に群れとモノさんを同時に失い天涯孤独の身となる。モノさんの仇を討つために牙王と闘うことを誓い、旅に出る。三方ヶ丘出身。旅の途中でエド、ジャノン、カブ、旋ヶ原三兄弟、そして当初は敵であったホシカブトと協力し風の衆、四神牙の二匹、青牙、朱牙を撃ち破り、その後地獄谷の近くに集結していた三本角の総大将として立ち上がり、最終決戦で仲間達と共に牙王と闘い、弱点であるエドの角が残っていた左脇腹の古傷にカブと編み出した必殺技で攻撃し、ついに牙王を倒した。その後、成長し立派なトリケラトプスとなった姿が描かれている。また、巨大暴君竜牙王を倒した英雄として伝説にもなった。
モノさん
流れ者の三本角で、アルの初めての友達。生まれつき鼻の上の角一本だけしか伸びておらず、本来のトリケラトプスの様に満足に戦うこともできなければ、子孫を残していく事も出来ないハンデを抱えているが、いつか自分の人生に花を咲かせようと物事をポジティブに考えている。牙王に襲われたアルを守るために命を落とした。名前は一本角の角竜モノクロニウスに由来していると思われる。
エド
通称「地獄谷のエド爺」（または「地獄谷のご隠居」）で、アルからは『エド爺』と呼ばれ慕われている。二十年前に牙王と闘い、頭部の右側の角とフリルの一部と引き換えに見事に退けた事から大カルデラの角竜達から史上最強の三本角として尊敬されるようになった。普段は小柄な老竜だが、戦闘に身を投じる時は一声でティラノサウルスの群を退かせるほど。アルの友達となり共に旅に出る最初の仲間になる。牙王との最終決戦で牙王に角をえぐり取られて致命傷を負ってしまうも、その角が左脇腹の古傷に突き刺さり、アルが牙王を倒す最大の決め手となった。決戦後に牙王を倒したアルに『おおきに』と言い遺して息を引き取る。
ジャノン
雌の仔竜。最初は牙王と戦う為に群で行動をしていたらしいが、彼女の話から彼女の群は牙王の軍団に敗れ、全滅した事が窺える。生き残り、牙王に襲われそうな所をアルとエド爺に助けられ、旅に同行する。コゴミヶ原出身。
カブ
大型の三本角で、アルの旅に同行。とても温厚な性格。大曲出身。実は大曲を統率する三本角ビルの息子である事がのちに判明した。棘頭の谷ではアルとの連携で、ホシカブトと闘い、魔洞の洞窟では襲い来る巨大ワニをとっさの機転で退けた。
また大曲での闘いで四神牙の1人、首狩り朱牙を撃退する事に成功した事から父ビルに一人前と認められた。その後、最終決戦での牙王との闘いでアルとのコンビネーションで編み出した必殺技で、牙王の弱点を見つけた。
バック
通称「御館山（おやかたやま）の蒼鬼」。青灰色の鱗に包まれた巨躯と図抜けて長い角を持つ三本角。三角山の大カルデラに住まう三本角を統率するリーダーで、群の長となった今でもエドのことを深く尊敬している。リアリストだが非情な性格ではなく、余所者のアルに山からすぐに出るよう警告するが牙王が生きていた事を知りアルに協力する意思を示していた。
ギド
バックの配下の三本角。バックに面会しに来たアルを抹殺しようと攻撃をしかけるも、エドを見て戦意喪失する。
旋ヶ原三兄弟
長兄マレウス、次兄インクス、末弟スタペスの兄弟の三本角。棘頭の谷で用心棒を勤める。尊大な性格の持ち主。3匹の連携攻撃である旋風の陣が必殺技であるが、突然変異個体であるホシカブトにはその技どころか、角も効かなかった。その後、ホシカブトと和解した後、大曲の戦いで長兄マレウスはホシカブトの攻撃に怒り狂い、隙を見せた破竜槌の青牙を倒した。その後最終決戦で、牙王との闘いに参加した。
長兄のマレウスはアルに「つむじさん」と呼ばれており、劇中で最後まで本名を覚えてもらえなかった模様。
ランド
不動山（ふどうやま）を統率していた三本角。ホシカブトに殺されたと思われていたが、実は牙王により、仲間を皆殺しにされ、自身も半殺しにされ、動けず苦しんでいた所を見かねたホシカブトが安楽死させていた事が後に判明した。
ビル
大曲（おおまがり）を統率する三本角。カブの実の父親で、周りの群に甘やかされいつまでも半人前のカブを一人前にするために群から突き放し、1人で生きていく事を命じていた。旋ヶ原に応援を呼びに向かう途中でインクス、スタペスと出会い棘頭の谷、魔洞でのカブの活躍の話を聞き、その後地獄谷の近くで息子カブと再会した時にアルからカブの活躍の話を聞いた時、息子を一人前にしてくれたアルに心から感謝し、命をかけて牙王軍と戦う事を誓う。群の長であるが故か三本角を統率する他者を圧倒するカリスマ性(ヴォメルが戦死し動揺していた南部軍に活を入れたり、集った三本角の士気を上げるべく戦いの雄叫びをあげている)や士気を上げる為のジョークを言い笑わせるなどユーモアのセンス(アルがちびりそうと腰を抜かした際は『総大将からのお許しが出たで。俺たちもちびりながら戦おうやないか』と笑いを誘っている)もある。
ヴォメル
南部旋ヶ原を守護する三本角。地獄谷の近くに群を率いて、そこにいた牙王討伐軍と合流した際、大曲の衆と共に北谷に集まっていた白牙、玄牙率いる牙王軍を討伐する為に北谷に向かうが、最前線で白牙に瞬殺される。

### 暴君竜
作中におけるティラノサウルス等の肉食恐竜の通称。標準語で話し、名前は漢字で表記される。
牙王（ガオウ）
体の大きさや身体能力、戦闘力は従来のティラノサウルスを大きく上回る突然変異個体。眼窩周囲のコブは角のように発達している。また捕食者としては異端の存在で捕食のためではなく殺戮衝動に任せて恐竜を殺戮する。牙王の通ったあとには、残った獲物目当てで多くの肉食恐竜が従う形で大集団を成している。20年前、エドとの闘いに敗れ、川に落とされた事から三本角に対して強い憎悪を表すようになった。自身の気分を害した者、邪魔になる者ならたとえ同属でさえ瞬殺する残虐性を持つ。エドと再会した時に執拗に彼を狙い続ける。その後、地獄谷での最終決戦で圧倒的な力でアル達を追いつめ、エドに致命傷を負わせるが、弱点であるエドの角が残っていた左脇腹の古傷をアルに攻撃された事で角が心臓に突き刺さり、血を大量に噴き出し、遂に倒された。しかし、死んだ後も執念だけで体を動かしアルを道連れにしようとした。

### 四神牙
牙王の血を受け継ぐその中でも抜きんでたティラノサウルス達。それぞれ特殊な能力、そして父牙王より受け継いだ残忍性を持つ。
青牙（セイガ）
東方山地を統べるティラノサウルス。生まれた時から戦う運命にあり、孵化と同時にまだ孵化の時期を迎えていない兄弟を殻から引きずり出し殺すという残忍性を見せた。その行動は父である牙王から受け継いだ遺伝子の支配によるとされ、捕食とは無関係の殺戮を繰り返し、やがて頭突きでパキケファロサウルスを凌駕する存在となった。通称、破竜槌の青牙。
亜成体でありながら並のティラノサウルスよりも大きく、頭突きと体当たりの力押しで大曲に残っていた戦士達を倒し、残っていた雌、子竜の三本角をワニのいる川側にまで追い詰める。その時に現れたアル達と戦う事になり、頭突き戦でホシカブトに勝利したが、マレウスを無視した事や慈音を殺した事が仇となり、反旗を翻した慈円により左目に風穴を開けられ、怒り狂い彼女を殺そうとしたその時、ホシカブトの不意打ちの頭突きを食らい、さらにはマレウスの攻撃で慈円が開けた左目に角を刺されたことにより脳幹をえぐられ、神経系を破壊され絶命した。また、姉である朱牙の死にも涙を流すどころか侮辱するような事を言った事から最も父牙王の残忍性を受け継いでいるといえる。
朱牙（シュガ）
東南平原を支配する女帝で、四神牙の紅一点。その足はダチョウ恐竜の異名を持つオルニトミムスより速く、ナイフの如く発達した鋭利な角質のトサカで首を切り落とす。通称、首狩り朱牙。大曲では青牙と共に三本角の群に襲いかかり、残っていた雌、子竜の三本角をワニのいる川側にまで追い詰める。その時に現れたアル達と戦う事になり、アル、カブに襲いかかるが、カブの策略にはまり、ワニの巣に足を踏み入れてしまい、怒り狂った親ワニに首の骨をかみ砕かれ絶命した。
白牙（ビャクガ）
兄弟の中で一番父・牙王に似た姿のティラノサウルス。圧倒的な速度で敵を瞬殺する力がある。配下のティラノサウルス達を虐殺するという行為を行っていたが、実はそれは彼女曰く「自分と交わる行為の資格がある強い雄」を探す為の行為だという。兄弟である玄牙も彼女の行動を「怖い婚活」と茶化していた。北谷の最前線ではヴォメルを瞬殺し、父牙王が敗れた後も闘い続けたが、増援に驚き、いずこかへと逃げ去った。
玄牙（ゲンガ）
父・牙王の血を受け継ぐ四神牙の中で最も異様な姿をしたティラノサウルス。全身はまるで現在の黒豹の如く黒く不気味な姿をしており、北谷にいた三本角を恐怖に陥れた。通称、北の暗黒卿。白牙と同様、彼も父牙王が敗れた後も闘い続けたが、増援に驚き、白牙と共にいずこかへと逃げ去った。

### 風衆
牙王の配下の恐竜。駿足を持つナノティランヌス・ランスエンシスの姉弟。牙王から主に捜索の任務を請け負っている。またその足はただ走る為でなく、攻撃する時の最強の武器にもなっている。
慈円（ジエン）
風衆の長であり長姉。牙王に自らの命を差し出すほど忠誠心が強い。闘いで慈安、慈雲を失い、慈音を青牙に殺された事から反旗を翻し、青牙の左目を失明させるが、それが青牙の怒りを買う事になり、自身も殺されそうになった所、慈安の仇であるホシカブトに命を救われ、いずこかへと去っていった。
慈安（ジアン）
風衆の長兄。洞察力と判断力に優れており、慈円が不在の際には弟達の指揮を執る。棘頭の谷での慈雲の死後、牙王よりエド以外の竜を皆殺しにする許可をもらい、 慈円、慈音と共に大曲に向かっていたアル達を襲撃するが、救援に来たホシカブトに頭突きで吹っ飛ばされ命を落とし、その後亡骸を通りかかった青牙、朱牙に引き裂かれて喰われてしまった。
慈雲（ジウン）
風衆の次兄。姉弟の中では一番荒々しい性格をしている。棘頭の谷までアル達を追跡した時、ジャノンと棘頭の子供達に見つかり、襲いかかろうとするが棘頭（ドラコレックス）の長老の捨て身の攻撃で谷に落ち命を落とす。
慈音（ジオン）
風衆の末弟。姉弟の中では一番姉弟に対する思いやりが強い。大曲の戦いで、姉慈円と共に頭突き勝負でホシカブトに勝った破竜槌の青牙に兄の仇をとる事を媚びたが、聞きいれてもらえず、機嫌を損ねた青牙に頭部をかみ砕かれ絶命する。

### 堅頭竜
作中の彼等の台詞は土佐弁。
長老
“高地の民”と呼ばれる棘頭（ドラコレックス）の老齢個体。大頭の集団に群れを脅かされ、アル達一行に助太刀を要請する。その後、風衆の一匹、慈雲に遭遇したジャノンと棘頭の子供たちを守る為、慈雲ごと谷に落ち命を落とした。
ドラコレックスの若者
棘頭の若者たちのリーダー格的な存在でアルとエド一向を襲撃すると見せかけて自分たちのピンチに協力するよう懇願した。ホシカブトとの戦いや牙王との戦いを含め抜け道を教えたり牙王軍との戦いにおいて伝令役を買って出るなどアルやエドたちのサポートに回る。
ホシカブト
突然変異個体の大頭（パキケファロサウルス）。同族からなる「兜党」と言う野党集団を率いる無法者。牙王により重傷を負わされ、苦しんでいたランドを安楽死させた張本人。棘頭の谷での闘いで旋ヶ原三兄弟に勝つも、アル、カブの連携攻撃、エドの不意打ちで戦闘不能に追い込まれる。その後、和解に応じアル達の仲間になる。大曲の戦いでは頭突きを得意とする破竜槌の青牙に頭突きで闘いを挑むが、額を割っただけで力負けをしてしまう。その後、弟を殺され反旗を翻した慈円が青牙の左目に風穴を開け、殺されそうになった所にもう一度頭突きをお見舞いし、慈円を助ける結果になった。その後、最終決戦で牙王との戦いに参加した。

### その他の恐竜
ファラ
カブの知り合いのメスの脚竜（ドロマエオサウルス類）。怪我をした時にカブに助けられ、大曲の群れで暮らす内に草食恐竜語を覚えたが、片言であることを表すために台詞は漢字カタカナ交じりで表記されている。鳥とも話す事ができ、鳥たちに恩を売っていた事でアル達が牙王との戦いに勝利するきっかけを作った。
大ワニ
魔洞の洞窟に住み、棘頭（ドラコレックス）の民から魔物と恐れられたデイノスクスの生き残り。恐竜を餌にしていた事で恐竜よりも遥かに巨大になったとされる。洞窟にやってきたアルとカブを餌食にしようとしたが、カブの思わぬ反撃で口を裂かれ、歯を半数近く失い、逃げられてしまう。その後にやってきた風衆の長、慈円に弱点である顎の下を突かれ倒される。

## 登場する恐竜種
トリケラトプス（三本角）
進化を続けて、ついには史上最強の植物食動物となった種。健康な成体ならば、たとえティランノサウルスでも命懸けで狙おうとは考えない相手である。時に肉や昆虫も摂取する雑食性として描かれている。雄が群れの雌や子供を守るために戦うという生態。
デザインは過去作『DINO2』や『竜の国のユタ』を踏襲。幼体と成体では姿が異なり、幼体のデザインは『DINO2』のもの。
キャラクターとして描くという都合上、個体ごとの描き分けおよび漫画的なデフォルメ化が行われている（表情もある）。単行本3巻末にはリアルに描いた場合のアルや成体トリケラトプスが掲載されている。
ティランノサウルス・レクス
基本的には過去作のデザインを踏襲。過去作と異なり、表記はティランノサウルスとなっている。
成体の全長は12メートル程。牙王は16メートルにも達する。
生態系の頂点。肉ならば何でも、同種の死体であっても食べる。死体を骨ごと食べることで巨体化を成し遂げるという生存戦略を取った。狩りも行うものの、危険を伴うので積極的ではない。ゆえに狩りを代行して餌を仕留めてくれる牙王の後に従うのである。雌雄の生態差は特に描かれていない（牙王配下のモブ竜の口調は、男チンピラ風ではある）。
かなりの速度での走行が可能であるが、転倒による大ダメージの危険度が高すぎて、抑えて走らざるをえない。幼体は体に縞があり、羽毛が生えている。
ナノティランヌス・ランスエンシス（柄つき）
全長は5メートル程、ティランノサウルスの半分ほどの中型肉食恐竜。狩りに特化した進化を遂げ、咬筋と脚力に優れる。異称の通り、胴体に模様がある。
頭頂から背にかけて、羽毛が突起状に並ぶ。これは過去作『竜の国のユタ』とは異なるデザイン。
この種をティランノサウルスの亜成体だとする説も強くあるが、本作品では別種としている。「慈円」の名前はジェーン標本から。
パキケファロサウルス・ワイオミンゲンシス（大頭）
世界最大の厚頭竜（堅頭竜）。頭突きの進化を経て、胴体にも装甲板が発達している。山に住まう。
前作主人公の騎竜であり、本作では悪役としてリファインされている。モデルは『七人の侍』の野武士で、頭部や体は甲冑を意識したデザイン。親玉のホシカブト＝星兜も兜の型名から。
トリケラトプス同様の雑食性。小動物の肉を食べるシーンなどは、悪役演出に貢献している。
ドラコレクス（棘頭）
山に住まう。幼体、成体、老竜が登場している。
ドロマエオサウルス類（跳竜）
フィリップ・カリーの「カンガルー跳び」仮説が採用されており、飛び跳ねながら走る。鳥に近い種であるため、鳥と会話することができる。
ワニ（種不明）
デイノスクスの生き残り、または後継種。魔洞に巨大個体が生息する他、大曲の水辺には群れで営巣している。非恐竜種であるため、言葉を発さずアルたちとは意思疎通が不可能な異種生物と表現されている。

## 単行本
少年チャンピオン・コミックスより刊行。全4巻。
1. 2010年4月8日発売 ISBN 978-4-253-21487-2
2. 2010年7月8日発売 ISBN 978-4-253-21488-9
3. 2010年9月8日発売 ISBN 978-4-253-21489-6
4. 2010年11月8日発売 ISBN 978-4-253-21525-1

## 備考
- 2010年4月30日と5月7日にBS2で放送された熱中スタジアムの恐竜特集で作者の所が出演、本作の制作現場もテレビ放映された。